# Трубецкой, Александр Семёнович
Князь Александр Семёнович Трубецкой (ум. около 1566) — голова и воевода во времена правления Ивана IV Васильевича Грозного.
Из княжеского рода Трубецкие. Третий сын князя Семёна-Богдана Александровича Трубецкого. Имел братьев: князей Романа, Василия и Михаила Семёновичей (ум. 1565).

## Биография
В 1540 году четвёртый голова в есаулах в Государевом полку в Колыванском походе, руководил 167 служилыми людьми. В 1558 году "годовал" первым воеводой в Василь-городе. В 1560 году по роспуску "больших воевод" остался осадным воеводою в Трубчевске. В 1563-1564 годах первый воевода в Полоцком остроге за рекою Полотою. В сентябре 1565 года первый воевода в Туле, а в мае в связи с опасностью литовского и крымского вторжения, вместе с другими воеводами стоял с войском на берегу Оки, где был воеводою Большого полка, вместе с бояриным и князем Бельским.
Жена: №№ Васильевна урождённая Бороздина, дочь Василия Михайловича Бороздина по прозвищу Медведица.
По родословной росписи показан бездетным.